# Mikołaj Paglia
Mikołaj Paglia (ur. 1197 w Giovinazzo, zm. 1256 w Perugii) – błogosławiony Kościoła katolickiego, włoski dominikanin.

## Życiorys
Habit dominikański otrzymał z rąk św. Dominika, któremu następnie towarzyszył w podróżach. Zmarł w 1256 r. w Perugii.
Jego kult zatwierdził 26 marca 1828 Leon XII.